# Ville sanctuaire
Une ville sanctuaire (Sanctuary city en anglais) ou ville refuge est, aux États-Unis et au Canada, une ville qui applique une politique de protection des immigrés en situation irrégulière ou de neutralité eu égard à ce statut. Cette situation est notamment possible du fait de la structure fédérale des institutions, les États et les villes disposant de leur propre force régalienne, indépendante des forces régaliennes fédérales.
Les politiques d'une ville sanctuaire sont conçues pour que les gens qui y habitent ne soient pas poursuivis pour la simple raison qu'ils sont des immigrants sans papiers, ou que les services municipaux leur soient accessibles, sans considération de leur statut. Ces pratiques peuvent être formellement inscrites dans la loi ou simplement résulter des usages. Le terme s'applique généralement aux villes qui n'allouent pas de fonds municipaux ou de ressource pour faire observer les lois d'immigration fédérales, habituellement en ne permettant pas à la police ou aux employés municipaux d'enquêter sur le statut d'immigrant d'un individu. La désignation n'a toutefois aucune signification juridique.

## Histoire
La notion de ville sanctuaire, inspirée des préceptes judéo-chrétiens visant à créer des refuges pour les personnes persécutées, est apparue au début des années 1980 pour protéger les droits des réfugiés venant d’Amérique centrale, en réaction à des lois fédérales sur l'immigration,. Los Angeles fut la première ville à empêcher la police d'enquêter sur le statut migratoire des personnes arrêtées. Par la suite, ces mêmes dispositions ont été appliquées par d'autres juridictions américaines comme des Comtés ou des États (Californie, Nouveau-Mexique, Colorado). Sur le 1er semestre 2017, avec l'arrivée de Donald Trump au pouvoir et le renforcement des lois anti-immigration, le nombre de juridictions sanctuaires a augmenté.

## Pratiques et limites
Ces pratiques peuvent être définies par la loi (de jure) ou simplement dans les faits (de facto). Dans la pratique, ces villes ne permettent pas que les fonds municipaux servent à faire respecter les lois fédérales sur l'immigration, ni que la police ou les employés municipaux interrogent une personne sur la légalité de sa présence sur le territoire national.
Toutefois, le cas de Montréal, qui a revendiqué ce statut dans l'optique de limiter la précarisation des sans-papiers, en souhaitant faciliter leur accès au logement, aux soins et à l'éducation, mais qui ne dispose pas de compétences propres pour les deux derniers de ces domaines, montre les limites de cette politique affichée.

## Liste
En 2012, une trentaine de villes sont qualifiées de sanctuaire aux États-Unis : Washington, D.C., New York, Los Angeles, Chicago, San Francisco, Santa Ana, San Diego, San Jose, Salt Lake City, El Paso, Houston, Détroit, Jersey City, Minneapolis, Miami, Denver, Baltimore, Seattle, Portland, New Haven, Somerville et Cambridge.
Au Canada, Montréal a revendiqué en 2017 ce statut de ville sanctuaire, rejoignant  Toronto, Hamilton, London (Ontario) et Vancouver.